# اشباخ (زودلیشه واینشتراسه)
اشباخ (زودلیشه واینشتراسه) (به آلمانی: Eschbach) یک شهر در آلمان است که در زودلیشه واینشتراسه واقع شده‌است. اشباخ ۶۹۶ نفر جمعیت دارد.